# Havre de Grace
Pour les articles homonymes, voir Havre.
Havre de Grace (en anglais [ˌhævər dɨˈɡreɪs]) est une ville du comté de Harford, dans l'État du Maryland, aux États-Unis. 

## Géographie
La municipalité s'étend sur 16,37 km2 à l'embouchure de la Susquehanna à l'extrémité nord de la baie de Chesapeake.

## Histoire
Durant la guerre d'indépendance des États-Unis, le général La Fayette se rendit plusieurs fois dans ce lieu qui lui rappelait le port du Havre. En 1785, la localité est constituée en municipalité sous le nom de Havre de Grace.
Le 3 mai 1813, quarante des soixante maisons de la ville sont incendiées lors d'un raid de la Royal Navy lors de la guerre anglo-américaine. 
Dès la seconde moitié du XIXe siècle, Havre de Grace devient un des lieux de transit du chemin de fer clandestin (Underground Railroad), une filière clandestine permettant aux esclaves en fuite de se réfugier au-delà de la ligne Mason-Dixon et jusqu'au Canada avec l'aide des abolitionnistes. Harriet Tubman œuvre avec les quakers pendant les années 1850 pour permettre au plus grand nombre d'esclaves de gagner la liberté.
En 2003, l'ouragan Isabel provoque d'importants dégâts dans la ville.

## Culture et patrimoine
La ville abrite le phare de Concord Point, construit en 1827 et désactivé en 1975.